# Rhynchostele cervantesii
Espèce
Rhynchostele cervantesii est une espèce de plantes à fleurs de la famille des Orchidaceae. C'est une orchidée épiphyte trouvée dans le centre et le sud-ouest du Mexique, en Amérique du Nord.
Elle a été nommée en hommage au botaniste espagnol Vicente Cervantes.

## Photographies

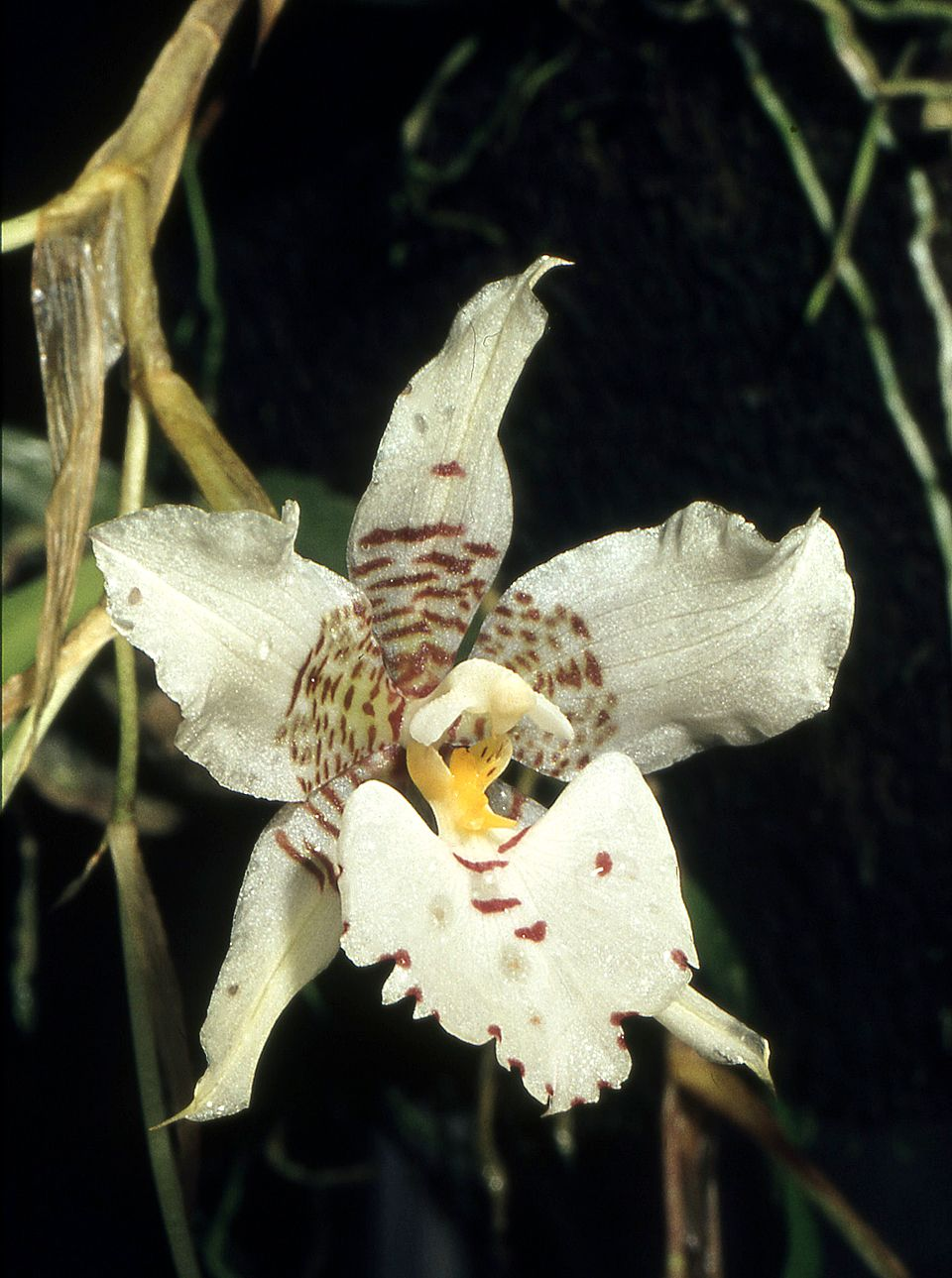
R. cervantesii, forme blanche.
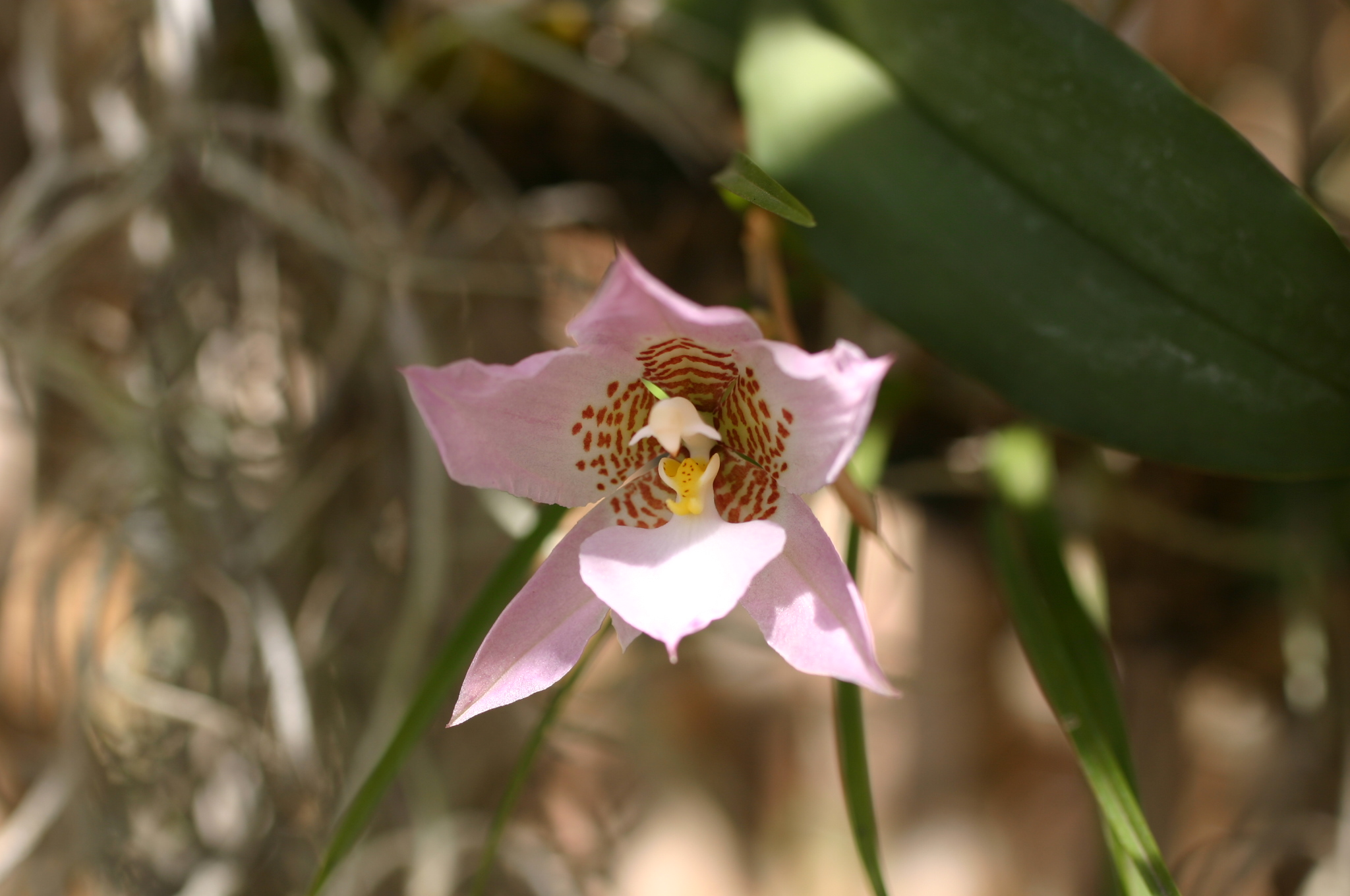
R. cervantesii, forme rose.

## Publication originale
- (Lex.) Soto Arenas & Salazar, Orquidea (Mexico City), n.s., 13: 148 (1993)